# Никола Гайтанеков
Никола Георгиев Гайтанек е поборник през Априлското въстание от 1876 година, родом от село Копривщица.
Никола Гайтанек е роден около 1843 г. Членува като съучастник в Революционния комитет като комитетски куриер от 10 февруари до разгрома на въстанието на 1 май, същата година. На 6 май е заловен от турската войска и откаран в град София, след което е препратен в тъмницата във Филибе. В този затвор прекарва в предварителния арест 14 месеца и е осъден на неизвестен нему срок заточение. От там е откаран в Цариградския затвор, откъдето е доставен в крепостта на остров Кипър за изтърпяване на присъдата. Освободен е от заточчението на 28 май 1878 г. след амнистия по Санстефанския мирен договор.
След Освобождението и завръщането в родното си село и работи като общински кантонер. Никола Георгиев Гайтанек почива на 4 декември 1901 г. в Копривщица. 
Наследник е на стария копривщенски род на Никола Гайтанек и негов правнук е актьорът и театрал Георги Гайтанеков (1938 – 2016). 